# Gusl
El Gusl (en árabe: الغسل‎, romanizado: Gusl- Ghusl- Qosl- Gosl) o Baño Completo es una práctica en la Jurisprudencia Islámica que consta del lavado de todo el cuerpo desde la cabeza hasta los pies. 
Hay dos tipos del Gusl: obligatorio y recomendable. El Gusl obligatorio se debe realizar en los siguientes casos: el Gusl por la eyaculación y la relación sexual entre pareja (Yinabat); el Gusl por la anormalidad menstrual (Istihada); el Gusl por la menstruación (Haiz); el Gusl por el posparto (Nifas); el  Gusl por tocar al difunto y el  Gusl fúnebre.
El Gusl recomendable se puede realizar en diferentes ocasiones como: el día viernes, en el Eid al-Fitr, en el Eid al-Adha.

## Definición
El Gusl es un baño ritual en donde se lava todo el cuerpo; desde la cabeza hasta los pies con la intención de la proximidad a Dios y la obediencia de Su mandato. No es necesario pasar la mano sobre el cuerpo durante el lavado, es suficiente con que el agua llegue a todas las partes del cuerpo de cualquier manera que sea. 
En el Corán, la aleya 6 de la Sura 5 Archivado el 5 de julio de 2017 en Wayback Machine. y la aleya 43 de la Sura 4 Archivado el 12 de junio de 2017 en Wayback Machine. señalan algunas resoluciones del baño completo. También, en las fuentes islámicas, hay más de 2.400 Hadices en este sentido. Un efecto positivo del Gusl es la pureza del espíritu y su preparación para la adoración a Dios.

## Los Gusles obligatorios
Hay unos tipos de Gusles obligatorios entre los musulmanes chiitas y sunitas:
- El Gusl por el coito, la masturbación y la eyaculación (Yinabat);
- El Gusl por la menstruación (Haid);
- El Gusl por el posparto (Nifas);
- El Gusl por la anormalidad menstrual (Istihada);
- El Gusl por tocar al difunto;
- El Gusl fúnebre (Gusl Mayyet);
- El Gusl obligatorio por las promesas o juramentos.[3]

## Gusles recomendables
Hay varios tipos de Gusles 
..recomendables en el islam, entre los más importantes se encuentran: 
- El Gusl del día viernes;
- El Gusl de la noche del mes de Ramadán;
- El Gusl de Ziyarah (peregrinación)
- El Gusl de las Festividades Islámicas, el Eid al-Fitr, el Eid al-Adha, y el Eid al-Gadir (Para los chiitas).[4]

## Los métodos de realización del Gusl
Hay dos métodos para realizar el baño completo: 
1. El Gusl por ordinal (Al-Tartibi);
2. El Gusl por inmersión (Al-irtimasi).[4]

### El Gusl por ordinal
El Gusl por ordinal se realiza de la siguiente manera: Poner en primera instancia la intención, lavar primero la cabeza y el cuello, luego la parte derecha del cuerpo y después la parte izquierda.

### El Gusl por inmersión
El Gusl por inmersión se realiza tras la intención de ello, sumergiendo todo el cuerpo en el agua, por ejemplo, en una piscina, en una pileta o en una cascada. Sin embargo, es imposible hacer la inmersión ritual por inmersión debajo de una ducha.